# اورنجق
اُورَنجَق یکی از روستاهای استان آذربایجان شرقی است که در دهستان بروانان مرکزی بخش ترکمانچای شهرستان میانه واقع شده‌است. بر اساس سرشماری مرکز آمار ایران در سال ۱۳۸۵، جمعیت آن ۶۸ نفر (۱۵ خانوار) بوده‌است.